# Brussels Expo

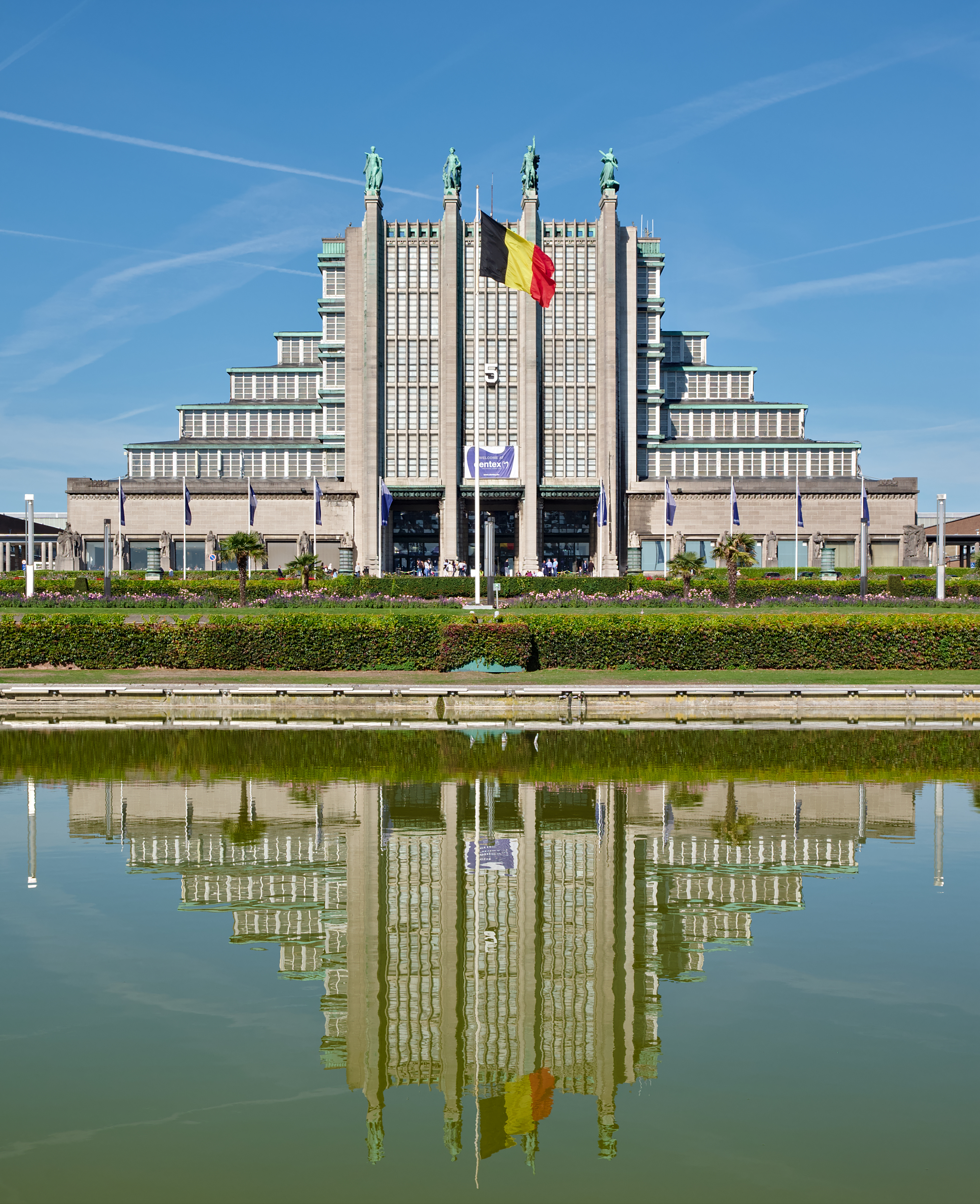
Paleis 5

Brussels Expo of de expositiehallen van Brussel of Paleizen van de Heizel vormen het belangrijkste evenementencomplex in het Brussels gewest. De hallen gelegen in de Brusselse deelgemeente Laken worden gebruikt voor de grootste nationale en internationale handelsbeurzen, exposities en andere evenementen in België. Met 115.000 m² aan faciliteitenruimte zijn de Brusselse hallen de grootste exporuimte in de Benelux. 
De Expo telt 12 grote hallen, en enkele andere tentoonstellingsruimtes, daarnaast telt de Expo ook 12 conferentiezalen. De grote conferentieruimte, Auditorium 2000, biedt bijna 2000 zitplaatsen, terwijl Paleis 12 over tot 15.000 zitplaatsen beschikt. De parkeerruimtes bieden plaats voor 12.000 auto's, en zijn makkelijk bereikbaar vanaf de Brusselse Ring.
Enkele bekende grote evenementen die jaarlijks of om de paar jaar in de hallen worden georganiseerd zijn het landbouwsalon Agribex, het Autosalon, het Vakantiesalon, het Voedingssalon en Batibouw.

## Geschiedenis
De bouw van de hallen begon in 1935, toen vijf zalen gebouwd werden voor de Wereldtentoonstelling van 1935 in Brussel. Het sierstuk was Paleis 5, bekend als "Grand Palais" of "Eeuwfeestpaleis", en is nog steeds in gebruik. Een jaar later begon men met het organiseren van tentoonstellingen, handelsbeurzen, congressen en andere evenementen. Op het eind van de jaren 40 werd Paleis 4 toegevoegd, tegen 1957 ook Paleizen 7, 8, 9 en de Patio. In 1958 werden voor de wereldtentoonstelling Expo 58 verschillende gebouwen toegevoegd, en vlakbij werd ook het Atomium gebouwd. In 1977 werd Paleis 11 gebouwd, in 1989 Paleis 12 en in 1993 het Auditorium.
In 1987 vond de 32ste editie van het Eurovisiesongfestival in het Eeuwfeestpaleis plaats.

## Paleis 12

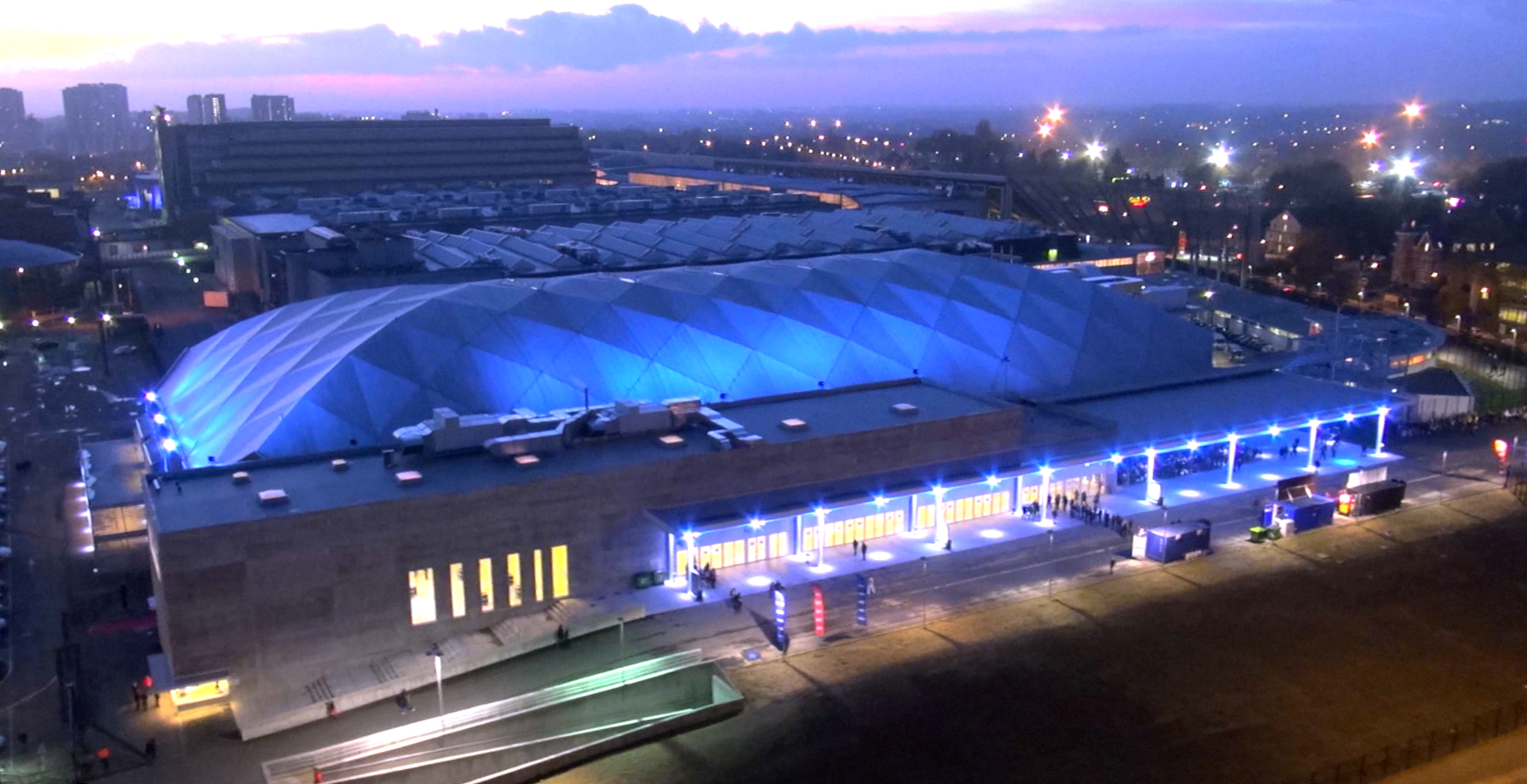
Paleis 12

In juli 2013 werd de nieuwe concertzaal van Brussel geopend. De concertzaal kent een maximum capaciteit van 15.000 personen.